# Tangenziale

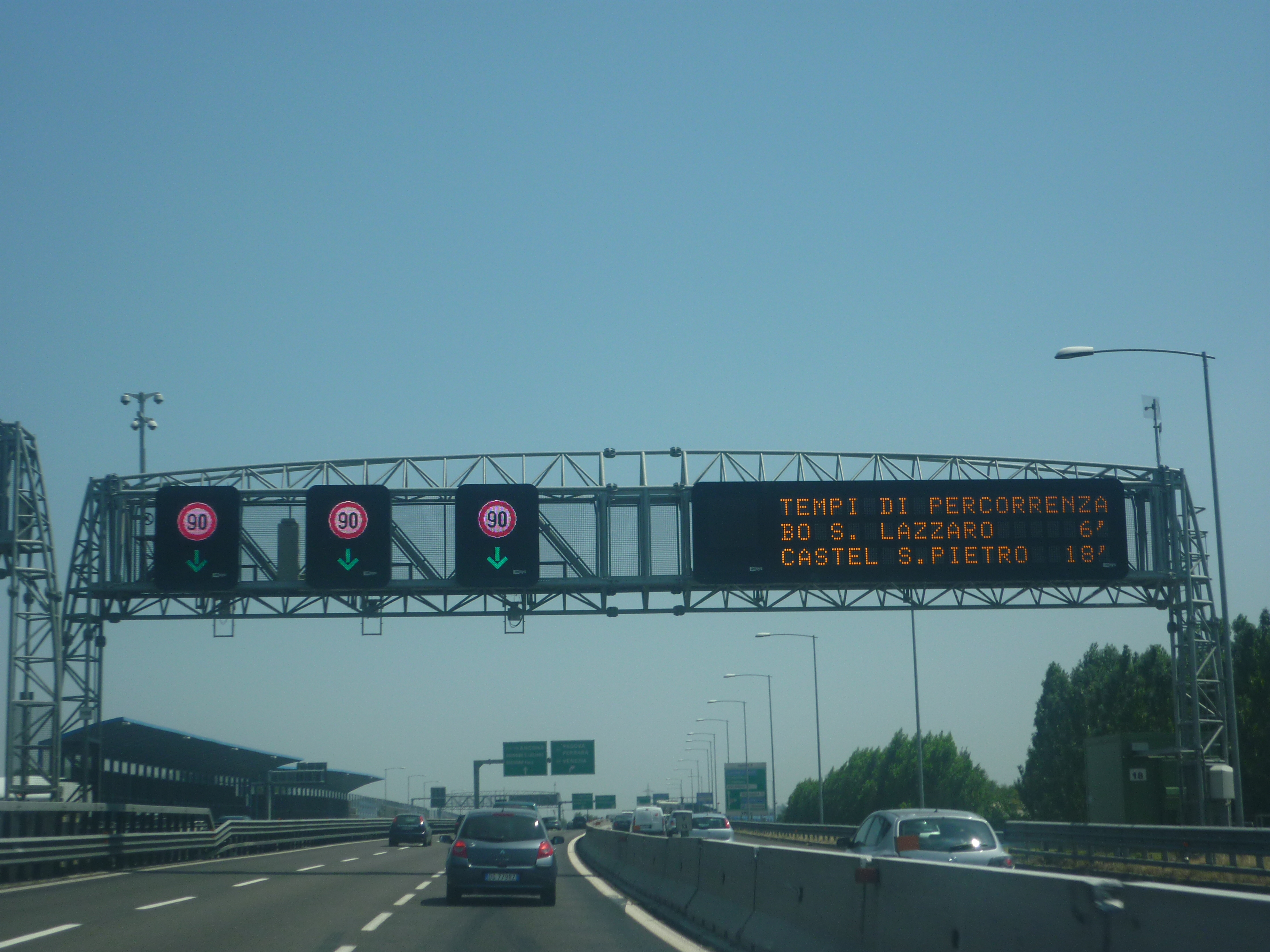
La tangenziale di Bologna parallela al tratto urbano della A14.

Una tangenziale è una strada a scorrimento veloce, realizzata in zone particolarmente urbanizzate, per permettere il transito degli autoveicoli senza dover entrare in contatto diretto con la circolazione urbana.
Si può presentare come una classica autostrada o superstrada, a due o più corsie per ogni senso di marcia oltre in alcuni casi alla corsia di emergenza; può essere a pagamento, e quindi prevedere caselli per la riscossione del pedaggio, e può avere diverse uscite sia in corrispondenza delle principali strade cittadine, sia di collegamento con il restante sistema autostradale.
Può altresì presentarsi come una strada a carreggiata singola, con una sola corsia per senso di marcia, con o senza intersezioni a raso.

## Restrizioni al transito e limiti di velocità in Italia

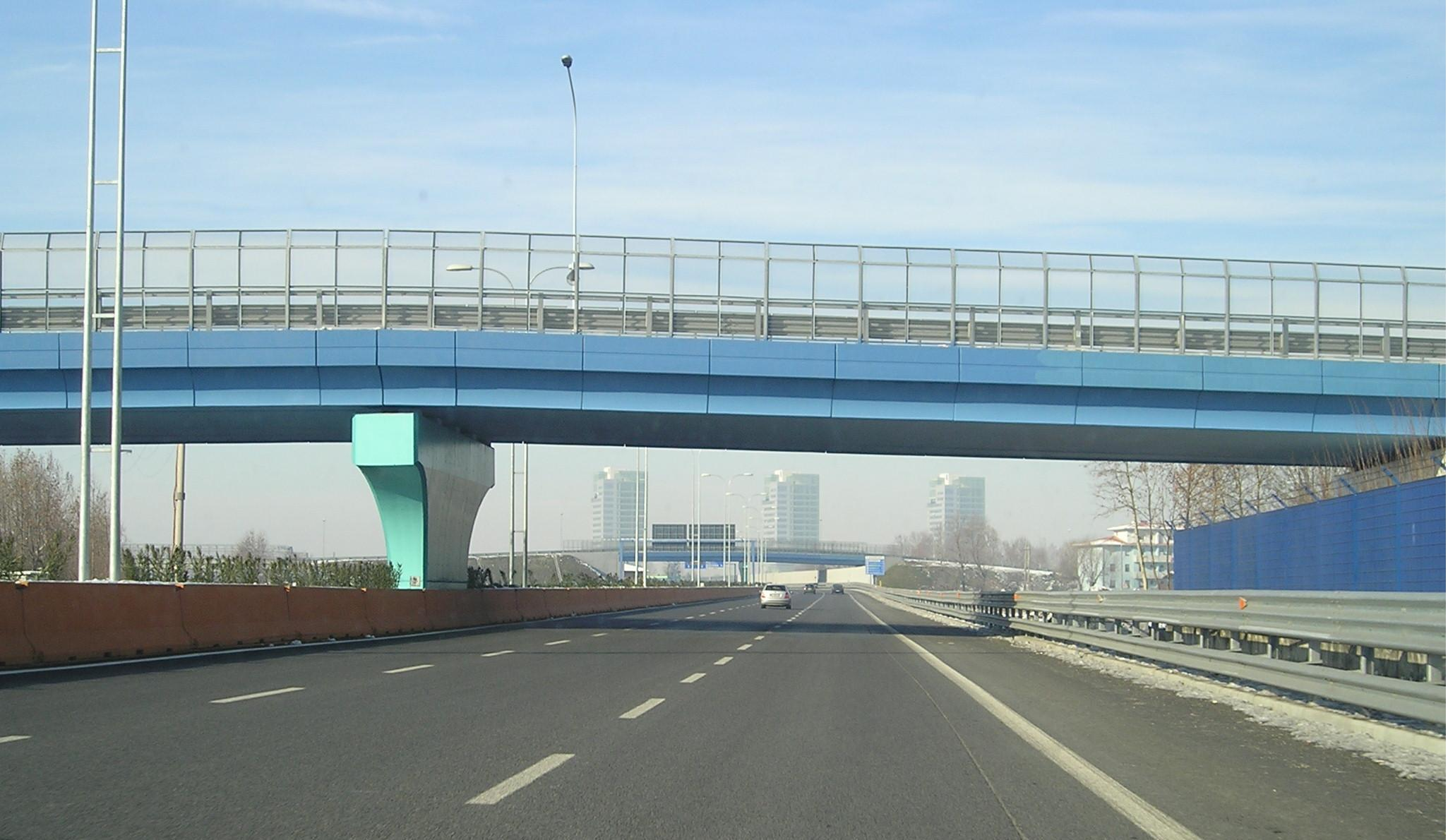
La tangenziale Sud di Brescia è in questo tratto una strada extraurbana principale.

Eventuali divieti di accesso alla tangenziale e i limiti di velocità dipendono da come essa è classificata secondo le vigenti normative.
Se è una autostrada, valgono le prescrizioni delle autostrade: la segnaletica è a sfondo verde, non vi possono transitare ad esempio pedoni, biciclette, macchine agricole, ciclomotori e veicoli a trazione animale, nonché motocicli di cilindrata inferiore ai 125 cc. Il limite di velocità massimo consentito è di 130 chilometri orari, salvo diversa indicazione.
Se è una strada extraurbana principale, valgono le prescrizioni delle strade extraurbane principali: la segnaletica è a sfondo blu, presenta le medesime restrizioni ai veicoli lenti previste per le autostrade, e il limite di velocità massimo consentito è di 110 chilometri orari, salvo diversa indicazione.
Se è una strada extraurbana secondaria, ha segnaletica a sfondo blu e non vigono particolari divieti di transito, a meno che agli accessi della tangenziale non sia posto un segnale specifico. Il limite di velocità non può essere superiore ai 90 chilometri orari.
In alcuni tratti, come ad esempio nelle tangenziali milanesi, per gli autocarri ed altri mezzi utilizzati per il trasporto merci, la velocità massima prevista è di 70 km/h.

## Tangenziali italiane
I più importanti centri urbani in Italia sono attualmente provvisti di una o più strade a scorrimento veloce (conosciute anche come superstrade) che permettono di evitarne l'attraversamento ai mezzi diretti ad altre destinazioni.
Alcune di esse fanno parte della rete autostradale italiana e pertanto sono dotate di un numero che le qualifica come autostrada o come raccordo autostradale:
| Simbolo | Nome                                        | Percorso                                        | Gestore                                                         |
| ------- | ------------------------------------------- | ----------------------------------------------- | --------------------------------------------------------------- |
| A50     | Tangenziale Ovest di Milano                 | Viboldone - Trezzano sul Naviglio - Rho - Arese | Milano Serravalle - Milano Tangenziali                          |
| A51     | Tangenziale Est di Milano                   | San Donato Milanese - Usmate                    | Milano Serravalle - Milano Tangenziali                          |
| A52     | Tangenziale Nord di Milano                  | Sesto San Giovanni - Rho                        | Milano Serravalle - Milano Tangenziali, Autostrade per l'Italia |
| [ 1 ]   | Raccordo autostradale 7 (RA7)               | Bereguardo - Pavia                              | Milano Serravalle - Milano Tangenziali                          |
| A54     | Tangenziale di Pavia                        | Pavia Nord - San Martino Siccomario             | Milano Serravalle - Milano Tangenziali                          |
| A55     | Tangenziale Nord/ Tangenziale Sud di Torino | Falchera - Rivoli - Trofarello                  | ATIVA                                                           |
| A56     | Tangenziale di Napoli                       | Napoli - Pozzuoli                               | Tangenziale di Napoli (gruppo Autostrade per l'Italia)          |
| A57     | Tangenziale di Mestre (Venezia)             | Dolo - Quarto d'Altino                          | Concessioni Autostradali Venete ed Autovie Venete               |
| A57     | Tangenziale Est Esterna di Milano           | Agrate Brianza - Cerro al Lambro                | Società Tangenziali Esterne di Milano                           |
|         | Tangenziale di Como                         | Grandate - Como                                 | Pedemontana Lombarda                                            |
|         | Tangenziale di Varese                       | Gazzada Schianno - Vedano Olona                 | Pedemontana Lombarda                                            |
| [ 1 ]   | Grande Raccordo Anulare (A90)               | circolare intorno Roma                          | Anas                                                            |
|         | Tangenziale Nord di Bologna                 | Casalecchio di Reno - San Lazzaro di Savena     | Autostrade per l'Italia                                         |
|         | Tangenziale di Catania                      | Catania                                         | Anas                                                            |

Altre città italiane hanno una o più tangenziali che fanno parte della rete delle strade statali italiane, della rete delle strade regionali o delle strade provinciali, pertanto sono soggette alla numerazione prevista dall'ente gestore (ad esempio, il RA6, la Variante Aurelia e la Asse Mediano di Scorrimento fungono rispettivamente da tangenziali alle città di Perugia, Livorno e Cagliari).
Altre città ancora non hanno né un unico gestore, né una sola tipologia di strade che compongono il sistema tangenziale: per fare un esempio il Nodo di Genova è costituito dall'intreccio di quattro autostrade (A10, A26, A7 e A12) che cingono a nord la città e che attraversano il retroterra urbano e metropolitano, e dal quale si diramano due strade urbane di scorrimento veloce (Sopraelevata "Strada Aldo Moro" e Pedemontana "Corso Europa") tra loro unite da un terzo viale a scorrimento veloce. Questo articolato sistema nonostante copra capillarmente le periferie e cinga anularmente il centro cittadino, risulta tuttavia insufficiente per la quantità di traffico.
Alcuni capoluoghi di provincia italiani possiedono un sistema di tangenziali che cinge completamente il centro urbano formando un anello. Oltre a Milano e Roma, citate nell'elenco, sono attualmente provviste di un sistema anulare di tangenziali le città di Benevento (considerando il tratto terminale del Raccordo autostradale 9), Lecce, Padova e Parma.

## Tangenziali estere
- A10 di Berlino
- B2R di Monaco di Baviera
- M0 di Budapest
- CRIL di Lisbona
- Autostrada M25 di Londra
- M-30 di Madrid
- MKAD di Mosca
- Boulevard périphérique di Parigi
- Cintura di Bucarest